# Chang Chen
Chang Chen (Taipéi, 14 de octubre de 1976), también conocido como Chen Chang según el orden de nombres occidental, es un actor taiwanés. Su padre Chang Kuo-chu y su hermano Hans Chang también son actores.

## Carrera
Chang comenzó su carrera cinematográfica a una edad muy temprana. Luego fue seleccionado por el director de cine taiwanés Edward Yang para ser el protagonista de una película de cuatro horas de duración, A Brighter Summer Day. Elogiada por la crítica, ganó el Premio Especial del Jurado en el Festival Internacional de Cine de Tokio.
Una de las primeras películas en las que Chang actuó fue Happy Together (1997) de Wong Kar-wai. Obtuvo reconocimiento en su país por su papel de "Nube Oscura" en la película Crouching Tiger, Hidden Dragon (2000), dirigida por Ang Lee. También actuó en el largometraje 2046 del mencionado Wong Kar-wai (2004).
Más adelante coprotagonizó junto con Shu Qi la cinta Three Times (2005) de Hou Hsiao-hsien, que fue nominada a la Palma de Oro en el Festival de Cine de Cannes y ganó el premio Golden Horse a la mejor película taiwanesa, entre otros galardones. Por su actuación en dicho filme, Chang también fue nominado en la categoría de mejor actor en los premios Golden Horse de 2005.
En 2006 obtuvo una nominación para el Golden Horse al mejor actor por su papel en The Go Master, una dramatización de la vida del maestro del juego de mesa Go, Wu Qingyuan. Al año siguiente, Chang hizo su debut coreano en Aliento de Kim Ki-duk, que fue nominada para la Palma de Oro en el Festival de Cannes edición 2007.
Luego protagonizó la epopeya bélica Red Cliff (2008-2009), basada en la vida del señor de la guerra Sun Quan y por la que fue nominado en los Premios de Cine de Hong Kong como mejor actor secundario. Luego protagonizó una nueva producción histórica titulada The Last Supper (2012) y dirigida por Lu Chuan y la cinta de artes marciales The Grandmaster (2013) de Wong Kar-wai.
En 2014 protagonizó el largometraje del género wuxia Brotherhood of Blades, que obtuvo éxito comercial y aclamación de la crítica. Por su desempeño en la cinta ganó su tercera nominación como mejor actor en los premios Golden Horse. Un año después se reunió con el director de Three Times Hou Hsiao-hsien y con su coprotagonista Shu Qi en The Assassin, filme que compitió en el Festival de Cine de Cannes.
En 2017, Chang interpretó al personaje principal de la película de acción Mr. Long. Ese mismo año regresó para la segunda entrega de la película Brotherhood of Blades. En 2020 se anunció su presencia en la película épica de Denis Villeneuve Dune, cuyo estreno está previsto para el año 2021.

## Filmografía

### Como actor
| Año  | Título internacional             | Título original        | Papel                   | Notas               |
| ---- | -------------------------------- | ---------------------- | ----------------------- | ------------------- |
| 1980 | Helpless Taste                   | 三角習題               | Hsiao-chien             |                     |
| 1986 | Dark Night                       | 暗夜                   | Huang Cheng-te          |                     |
| 1991 | A Brighter Summer Day            | 牯嶺街少年殺人事件     | Chang Chen              |                     |
| 1996 | Mahjong                          | 麻將                   | Hong Kong               |                     |
| 1997 | Happy Together                   | 春光乍洩               | Chang                   |                     |
| 2000 | Crouching Tiger, Hidden Dragon   | 臥虎藏龍               | Lo Xiaohu               |                     |
| 2000 | Flyin' Dance                     | 第一次的親密接觸       | Tai                     |                     |
| 2001 | Betelnut Beauty                  | 愛你愛我               | Feng                    |                     |
| 2002 | Chinese Odyssey 2002             | 天下無雙               | Emperador Zhengde       |                     |
| 2003 | Sound of Colors                  | 地下鐵                 | Chung Cheng             |                     |
| 2003 | Sinbad: Legend of the Seven Seas |                        | Simbad                  | Voz                 |
| 2004 | 2046                             | 2046                   | Cc1966                  |                     |
| 2004 | Eros                             | 愛神                   | Zhang                   | Segmento "The Hand" |
| 2005 | Three Times                      | 最好的時光             | Chen / Mr. Chang / Zhen |                     |
| 2006 | Silk                             | 詭絲                   | Yeh Chi-tung            |                     |
| 2006 | The Go Master                    | 吳清源                 | Wu Qingyuan             |                     |
| 2007 | My Blueberry Nights              |                        | Jeremy                  | Voz                 |
| 2007 | Blood Brothers                   | 天堂口                 | Mark                    |                     |
| 2007 | Breath                           | 숨                     | Jang Jin                |                     |
| 2007 | Into the Faraway Sky             | 遠くの空に消えた       | Smith                   | Cameo               |
| 2008 | Red Cliff                        | 赤壁                   | Sun Quan                |                     |
| 2008 | Missing                          | 深海尋人 / 謎屍        | Simon                   |                     |
| 2008 | Parking                          | 停車 / 車位            | Chen Mo                 |                     |
| 2009 | Red Cliff: Part 2                | 赤壁:決戰天下          | Sun Quan                |                     |
| 2010 | Here Comes Fortune               | 財緣萬歲               | Cheng Yu                |                     |
| 2011 | The Blue Cornflower              | 藍色矢車菊             | William                 |                     |
| 2011 | The Founding of a Party          | 建黨偉業               | Chiang Kai-shek         |                     |
| 2012 | The Last Supper                  | 王的盛宴               | Han Xin                 |                     |
| 2012 | Passion Island                   | 熱愛島                 | Chuell Kim              |                     |
| 2012 | When Yesterday Comes             | 昨日的記憶             | Chen Sheng              | Segmento "Healing"  |
| 2013 | The Grandmaster                  | 一代宗師               | Yi Xian Tian            |                     |
| 2013 | Christmas Rose                   | 聖誕玫瑰               | Winston                 |                     |
| 2014 | Brotherhood of Blades            | 繡春刀                 | Shen Lian               |                     |
| 2015 | The Assassin                     | 聶隱娘 / 刺客聶隱娘    | Tian Ji'an              |                     |
| 2015 | Helios                           | 赤道                   | Gam Dao-nin             |                     |
| 2015 | Monk Comes Down the Mountain     | 道士下山               | Boss Zha                |                     |
| 2016 | The Secret Life of Pets          | Snowball               | Voz                     |                     |
| 2017 | Mr. Long                         | ミスター・ロン/ 龍先生 | Long                    |                     |
| 2017 | Brotherhood of Blades 2          | 繡春刀·修羅戰場        | Shen Lian               |                     |
| 2018 | Forever Young                    | 無問西東               | Zhang Guoguo            |                     |
| 2018 | Savages                          | 雪暴                   |                         |                     |
| 2019 | Love and Destiny                 | 三生三世宸汐缘         | Jiu Chen                |                     |
| 2019 | Stay Away From Me                |                        |                         |                     |
| 2021 | Dune                             | Dr. Wellington Yueh    |                         |                     |
| 2021 | The Garden of Camellia           | 椿の庭                 |                         |                     |

### Como director
| Año  | Título internacional | Título original | Notas               |
| ---- | -------------------- | --------------- | ------------------- |
| 2014 | Three Charmed Lives  | 三生            | Segmento "Inchworm" |

### Videoclips
| Año  | Artista      | Canción            |
| ---- | ------------ | ------------------ |
| 1996 | Zheng Zhihua | "Mahjong"          |
| 2001 | Brown Eyes   | "Already One Year" |
| 2001 | Brown Eyes   | "Bit By Bit"       |
| 2002 | DJ Shadow    | "Six Days"         |

## Teatro
| Año  | Título en inglés            | Título original |
| ---- | --------------------------- | --------------- |
| 1986 | The Adventures of Pinocchio | 木偶奇遇記      |